# USS McConnell (DE-163)
USS McConnell (DE-163) là một tàu hộ tống khu trục lớp Cannon từng phục vụ cùng Hải quân Hoa Kỳ trong Chiến tranh Thế giới thứ hai. Nó là chiếc tàu chiến duy nhất của Hải quân Hoa Kỳ được đặt cái tên này, theo tên Đại tá Hải quân Riley Franklin McConnell (1884-1940), người từng giữ chức vụ Tham mưu trưởng Hạm đội Á Châu và được tặng thưởng Huân chương Chữ thập Hải quân. Nó đã phục vụ cho đến khi chiến tranh kết thúc, xuất biên chế năm 1946, rồi rút đăng bạ năm 1972 và bị bán để tháo dỡ hai năm sau đó. McConnell được tặng thưởng ba Ngôi sao Chiến trận do thành tích phục vụ trong Thế Chiến II.

## Thiết kế và chế tạo
Lớp Cannon có thiết kế hầu như tương tự với lớp Buckley dẫn trước; khác biệt chủ yếu là ở hệ thống động lực Kiểu DET (diesel electric tandem). Các động cơ diesel đặt nối tiếp nhau dẫn động máy phát điện để cung cấp điện năng quay trục chân vịt cho con tàu. Động cơ diesel có ưu thế về hiệu suất sử dụng nhiên liệu, giúp cho lớp Cannon cải thiện được tầm xa hoạt động, nhưng đánh đổi lấy tốc độ chậm hơn.
Vũ khí trang bị bao gồm ba pháo 3 in (76 mm)/50 cal trên tháp pháo nòng đơn có thể đối hạm hoặc phòng không, một khẩu đội pháo phòng không Bofors 40 mm nòng đôi và tám pháo phòng không Oerlikon 20 mm. Vũ khí chống ngầm bao gồm một dàn súng cối chống tàu ngầm Hedgehog Mk. 10 (có 24 nòng và mang theo 144 quả đạn); hai đường ray Mk. 9 và tám máy phóng K3 Mk. 6 để thả mìn sâu. Con tàu vẫn giữ lại ba ống phóng ngư lôi Mark 15 21 inch (533 mm). Thủy thủ đoàn đầy đủ bao gồm 15 sĩ quan và 201 thủy thủ.
McConnell được đặt lườn tại xưởng tàu của hãng Federal Shipbuilding and Drydock Company ở Newark, New Jersey vào ngày 19 tháng 10, 1942. Nó được hạ thủy vào ngày 28 tháng 3, 1943, được đỡ đầu bởi bà Grace Otteson McConnell, và nhập biên chế cùng Hải quân Hoa Kỳ tại Xưởng hải quân Brooklyn vào ngày 28 tháng 5, 1943 dưới quyền chỉ huy của Hạm trưởng, Trung tá Hải quân David Dean Humphreys.

## Lịch sử hoạt động
Sau khi hoàn tất việc chạy thử máy huấn luyện tại khu vực Bermuda và huấn luyện ngoài khơi Norfolk, Virginia, McConnell khởi hành vào ngày 24 tháng 8, 1943 để hướng sang khu vực Mặt trận Thái Bình Dương, băng qua kênh đào Panama vào ngày 31 tháng 8 và đi đến San Francisco, California vào ngày 10 tháng 9. Nó tiếp tục hành trình mười ngày đó, hộ tống một đoàn tàu vận tải đi ngang qua Trân Châu Cảng, Samoa, New Caledonia và New Hebrides, đi đến ngoài khơi Guadalcanal thuộc quần đảo Solomon vào ngày 29 tháng 10, rồi hoạt động tuần tra và hộ tống vận tải tại khu vực này.
Sau khi được điều về Đội hộ tống 11, trong suốt bảy tháng tiếp theo McConnell phục vụ hộ tống bảo vệ và tuần tra chống tàu ngầm tại khu vực Nam Thái Bình Dương. Nó hoạt động chủ yếu từ New Caledonia và New Hebrides, bảo vệ tàu bè đi đến các căn cứ suốt khu vực Solomon, trải dài từ Tulagi đến Bougainville cũng như tại Fiji và Samoa. Con tàu rời khu vực Solomon vào ngày 12 tháng 6, 1944, hộ tống một đoàn tàu vận tải hướng sang quần đảo Marshall, và đi đến Eniwetok vào ngày 18 tháng 6.
McConnell hoạt động tuần tra tại vùng biển giữa Eniwetok và Kwajalein cho đến ngày 23 tháng 7, khi nó lên đường hộ tống một đoàn tàu vận tải chuyển chuyển binh lính và tiếp liệu tham gia chiến dịch tái chiếm Guam thuộc quần đảo Mariana. Nó tiếp cận bờ biển phía Tây hòn đảo vào ngày 28 tháng 7, tuần tra chống tàu ngầm tại khu vực vận chuyển trong khi các tàu vận tải cho đổ bộ lực lượng và phương tiện, rồi thực hiện chuyến đi quay trở lại Eniwetok từ ngày 29 tháng 7 đến ngày 2 tháng 8. Nó rời khu vực Marshall vào ngày 20 tháng 8 và đi đến đảo Manus thuộc quần đảo Admiralty vào ngày 26 tháng 8. Cùng với các tàu tiếp liệu thuộc Đội đặc nhiệm 30.8, nó lên đường vào ngày 1 tháng 9, bảo vệ cho các tàu chở dầu và tàu tiếp liệu phục vụ cho các tàu sân bay thuộc Lực lượng Đặc nhiệm 38, vốn đang tiến hành không kích xuống Palau và Philippines. Sang tháng 10, nó tiếp tục vai trò tương tự trong khi lực lượng đặc nhiệm tiến hành không kích xuống các căn cứ của quân Nhật suốt từ Đài Loan ở phía Bắc cho đến Mindanao thuộc Philippines ở phía Nam.
Rời vào Eniwetok ngày 5 tháng 11, McConnell ghé qua Trân Châu Cảng vào ngày 12 tháng 11 trước khi về đến San Francisco vào ngày 22 tháng 11. Sau khi được đại tu tại Xưởng hải quân Mare Island, California, nó lên đường vào ngày 16 tháng 1, 1945 để đi đến quần đảo Hawaii, nơi con tàu hoạt động tuần tra và hộ tống trước khi khởi hành vào ngày 11 tháng 3 để đi đến quần đảo Marshall. Từ ngày 24 tháng 3 đến ngày 4 tháng 5, nó thực hiện ba chuyến đi khứ hồi đến khu vực quần đảo Mariana, hộ tống các đoàn tàu vận tải đi đến Guam và Saipan.
Sau khi đi đến Majuro vào ngày 6 tháng 5, trong những tháng cuối cùng của cuộc chiến tranh McConnell tham gia hoạt động tuần tra, phong tỏa và bắn phá các đảo tại quần đảo Marshall bị bỏ qua còn do quân Nhật chiếm đóng. Nó phục vụ tìm kiếm-giải cứu những máy bay bị bắn rơi, và đã giải cứu tám thổ dân bản địa chạy thoát khỏi đảo Jaluit do Nhật Bản kiểm soát vào ngày 13 tháng 5. Vào ngày 14 tháng 5, và một lần nữa vào ngày 21 tháng 5, nó bắt được hai binh lính Nhật Bản trên các đảo Enejet và Bokku. Sau khi Nhật Bản đã chấp nhận đầu hàng vào ngày 15 tháng 8 giúp kết thúc cuộc xung đột, con tàu vận chuyển lực lượng đi đến tiếp quản việc đầu hàng. Quân Nhật trú đóng tại đảo Mili đầu hàng vào ngày 28 tháng 8; và lực lượng tại đảo Jaluit đầu hàng vào ngày 5 tháng 9.
Rời quần đảo Marshall vào ngày 16 tháng 9 để quay trở về Hoa Kỳ, McConnell về đến New York vào ngày 20 tháng 10. Nó đi đến Green Cove Springs, Florida vào ngày 16 tháng 11, nơi nó được đưa về thành phần dự bị và được cho xuất biên chế vào ngày 29 tháng 6, 1946. Con tàu chuyển đến neo đậu tại Norfolk, Virginia trong thành phần Hạm đội Dự bị Đại Tây Dương. Nó bị bỏ không tại đây cho đến khi được rút tên khỏi danh sách Đăng bạ Hải quân vào ngày 1 tháng 10, 1972, và con tàu được bán để tháo dỡ vào ngày 21 tháng 3, 1974.

## Phần thưởng
McConnell được tặng thưởng ba Ngôi sao Chiến trận do thành tích phục vụ trong Thế Chiến II.
|  | Bronze star · Bronze star · Bronze star |

| Huân chương Chiến dịch Hoa Kỳ | Huân chương Chiến dịch Châu Á-Thái Bình Dương với 3 Ngôi sao Chiến trận | Huân chương Chiến thắng Thế Chiến II |